# Riccardo Gagno
Riccardo Gagno (Montebelluna, 26 luglio 1997) è un calciatore italiano, portiere del Vicenza.

## Carriera

### Brescia, prestiti e Ternana
Cresciuto nei settori giovanili prima del Montebelluna, poi del Brescia, viene dato in prestito dalla società lombarda in serie D nel gennaio 2016 al Grosseto, quindi al Poggibonsi all’inizio della stagione 2016/17 e infine a gennaio 2017 al Mestre. In quest’ultima squadra vince il campionato.
Tornato alle rondinelle esordisce in serie B nell’agosto 2017, poi passa di nuovo ai veneti in serie C.
Il 22 luglio 2018 è acquistato dalla Ternana, sempre in terza serie.

### Modena
L’anno successivo viene ceduto in prestito dagli umbri al Modena, appena promosso in terza serie. Dopo aver lasciato spazio ai colleghi nelle partite pre stagione, trova il posto da titolare durante il campionato, contribuendo con buone prestazioni.
Il 21 agosto 2020 fa ritorno alla società canarina, questa volta a titolo definitivo. Il 27 febbraio 2021, nella sfida a Perugia contro i Grifoni, è tra i protagonisti del match, parando due rigori nel giro di quattro minuti, ma la sua prestazione non basta per evitare la sconfitta dei canarini.
Confermato come portiere titolare anche nella nuova stagione targata Rivetti/Tesser, è tra i protagonisti della squadra canarina che terminerà la stagione vincendo il campionato, combattuto fino all'ultima giornata con i rivali granata, risultando al termine del torneo come la miglior difesa del girone B di Serie C. 
Particolare è la terz'ultima giornata di campionato, giocata tra le mura amiche contro l'Imolese, che coincideva inoltre con il 110° compleanno del club. I canarini, dopo essere andati in vantaggio grazie alla rete del capitano Antonio Pergreffi, subiscono la rete del pareggio su rigore nei minuti finali. Durante il recupero, lo stesso Gagno riesce a segnare grazie ad un forte e lungo tiro dalla sua area, che beffando il portiere avversario termina in rete regalando la gioia ai quasi 11 mila tifosi geminiani e confermando alla sua squadra quel vantaggio di sicurezza rispetto alla Reggiana. La stagione, inoltre, si conclude con la vittoria della Supercoppa di Serie C.
La stagione successiva, in cadetteria, è confermato come portiere titolare, mentre il 2 settembre 2022, nella sfida esterna contro il Cagliari indossa per la prima volta la fascia da capitano.
La sua seconda stagione in cadetteria con i canarini, invece, risulta più complicata, con un infortunio e una serie di prestazioni non eccellenti, che portano l'allenatore Paolo Bianco a preferirigli Andrea Seculin e a regalarlo in panchina. Verso la fine della stagione, con l'arrivo di Pierpaolo Bisoli, Gagno viene riproposto come numero uno dei canarini, e risulta il protagonista ad Ascoli, dove para un rigore che mantiene il risultato a reti bianche, in un pareggio che sarà poi fondamentale per la salvezza in cadetteria.
La stagione successiva, che risulterà poi l'ultima sotto la Ghirlandina, inizia con la sfida di Coppa Italia contro i futuri campioni d'Italia del Napoli, che termina con un pareggio a reti bianche e la sconfitta che arriva solo ai calcio di rigore, dove la parata di Gagno sull'attaccante della nazionale marocchina Walid Cheddira non porta nessun beneficio. Termina la stagione giocando tutte le partite disputate, tranne quella esterna con il Brescia.
Lascia il club gialloblu dopo 6 stagioni, 197 presenze, 200 gol subiti, 73 gare in cui ha mantenuto la rete inviolata, 1 gol realizzato, 1 promozione, 5 presenze da capitano e 7 rigori parati.

### L.R. Vicenza
L'11 luglio 2025, non rientrando più nei piani della società canarina, viene ceduto al L.R. Vicenza.
Esordisce con la Lane il 10 agosto, nel vittorioso derby contro il Padova, valevole per il turno preliminare di Coppa Italia. È costretto però a saltare il turno successivo, valevole per i trentaduesimi di finale contro il Genoa, che vedono la squadra biancorossa uscire sconfitta, a causa di un infortunio al piede.

## Statistiche

### Presenze e reti nei club
Statistiche aggiornate al 13 maggio 2025.
| Stagione        | Squadra         | Campionato      | Campionato | Campionato    | Coppe nazionali | Coppe nazionali | Coppe nazionali | Coppe continentali | Coppe continentali | Coppe continentali | Altre coppe | Altre coppe | Altre coppe | Totale | Totale |
| Stagione        | Squadra         | Comp            | Pres       | Reti          | Comp            | Pres            | Reti            | Comp               | Pres               | Reti               | Comp        | Pres        | Reti        | Pres   | Reti   |
| --------------- | --------------- | --------------- | ---------- | ------------- | --------------- | --------------- | --------------- | ------------------ | ------------------ | ------------------ | ----------- | ----------- | ----------- | ------ | ------ |
| 2015-gen. 2016  | Brescia         | B               | -          | -             | -               | -               | -               | -                  | -                  | -                  | -           | -           | -           | -      | -      |
| gen.-giu. 2016  | Grosseto        | D               | 16+1       | -19 + -2      | -               | -               | -               | -                  | -                  | -                  | -           | -           | -           | 17     | -21    |
| 2016-gen. 2017  | Poggibonsi      | D               | 17         | -24           | -               | -               | -               | -                  | -                  | -                  | -           | -           | -           | 17     | -24    |
| gen.-giu. 2017  | Mestre          | D               | 15+2       | -10 + -4      | -               | -               | -               | -                  | -                  | -                  | -           | -           | -           | 17     | -14    |
| ago. 2017       | Brescia         | B               | 1          | -2            | CI              | 2               | -3              | -                  | -                  | -                  | -           | -           | -           | 3      | -5     |
| ago. 2017-2018  | Mestre          | C               | 13+1       | -14 + -2      | -               | -               | -               | -                  | -                  | -                  | -           | -           | -           | 14     | -16    |
| Totale Mestre   | Totale Mestre   | Totale Mestre   | 28+3       | -24 + -6      |                 | -               | -               |                    | -                  | -                  |             | -           | -           | 31     | -30    |
| 2018-2019       | Ternana         | C               | 2          | -4            | CI-C            | 1               | -2              | -                  | -                  | -                  | -           | -           | -           | 3      | -6     |
| 2019-2020       | Modena          | C               | 24         | -20           | CI-C            | 0               | 0               | -                  | -                  | -                  | -           | -           | -           | 24     | -20    |
| 2020-2021       | Modena          | C               | 32+2       | -23 + -2      | CI              | 1               | -1              | -                  | -                  | -                  | -           | -           | -           | 35     | -26    |
| 2021-2022       | Modena          | C               | 37         | -25; 1        | CI-C            | 1               | 0               | -                  | -                  | -                  | SC-C        | 1           | 0           | 39     | -25;1  |
| 2022-2023       | Modena          | B               | 37         | -52           | CI              | 1               | -2              | -                  | -                  | -                  | -           | -           | -           | 38     | -54    |
| 2023-2024       | Modena          | B               | 22         | -24           | CI              | 1               | -4              | -                  | -                  | -                  | -           | -           | -           | 23     | -28    |
| 2024-2025       | Modena          | B               | 37         | -47           | CI              | 1               | 0               | -                  | -                  | -                  | -           | -           | -           | 38     | -47    |
| Totale Modena   | Totale Modena   | Totale Modena   | 189+2      | -191; 1 + -2  |                 | 5               | -7              |                    | -                  | -                  |             | 1           | 0           | 197    | -200;1 |
| Totale carriera | Totale carriera | Totale carriera | 253+6      | -264; 1 + -10 |                 | 8               | -12             |                    | -                  | -                  |             | 1           | 0           | 268    | -286;1 |

## Palmarès

### Club

#### Competizioni nazionali
- Serie D: 1

Mestre: 2016-2017 (girone C)
- Serie C: 1

Modena: 2021-2022 (girone B)
- Supercoppa Serie C: 1

Modena: 2022